# Veľké Dvorníky
Veľké Dvorníky (Hongaars: Nagyudvarnok) is een Slowaakse gemeente in de regio Trnava, en maakt deel uit van het district Dunajská Streda.
Veľké Dvorníky telt 1.030 inwoners.